# Dialecte de Nagasaki
Le Dialecte de Nagasaki (japonais : 長崎弁) est le dialecte japonais parlé principalement dans la préfecture de Nagasaki au Japon sur l'île de Kyushu. C'est un dialecte majeur appartenant au groupe plus large des dialectes de Hichiku, parlés sur l'île de Kyushu. Ce dialecte partage des similarités avec celui de Chikuzen (incluant Hakata) mais également avec les dialectes de Kumamoto. Le dialecte de Nagasaki est l'un des dialecte Hichiku les plus connus à travers le Japon incluant des proverbes historiques liés à la région.

## Sous-dialectes
Il existe une multitude de sous-dialectes du dialecte de Nagasaki, qui sont répartis en deux groupe ceux du centre-sud et ceux du nord,.
- Centre-sud :
  - Nagasaki - Ville de Nagasaki
  - Sonogi - ville d'Omura et Saikai, quartier de Sonogi
  - Isahaya - villes d'Isahaya, Yagami et Toishi
  - Shimbara - villes d'Unzen, Shimabara, Minamishimabara

- Nord :
  - Villes de Sasebo, Matsuura, Hirado et Kitamatsuura

Les dialectes du nord et du sud varient dans les hauteurs d'accents mais également grammaticalement, notamment avec ceux du nord similaires à ceux de la préfecture de Saga, tandis que ceux du sud, comme le dialecte de Nagasaki conservent du vocabulaire proche du chinois et du néerlandais, dû aux liens étroits de la ville avec le shogun lors de la période Edo où le Japon adoptait une politique d'isolation et les néerlandais étaient les rares peuples européens à pouvoir commercer avec les japonais.

## Phonologie

### Diphtongues
Les diphtongues ai (あい), oi (おい) et ui (うい) fusionnent dans le dialecte de Nagasaki. Par exemple dai (だい) dans le mot daikon (だいこん, radis) devient jyaa (じゃあ) ce qui donne jyaakon (じゃあこん). ototoi (おととい, avant-hier) devient ototee (おとてぇ) et suika (すいか pastèque) se dit shiika (しいか). A l'inverse, la diphtongue ei (えい) n'est pas affectée de sorte que tokei (とけい horloge) se prononce de la même manière que dans le japonais standard. De même que dans les autres dialectes de Kyushu le o (お)  long se transforme en oo (おお), ou en ou (おう) ; et eu (えう) devient uu (うう).
Exemples :
- Le long o devient un long u :
  - Kyou (きょう, aujourd'hui) devient kyuu (きゅう), kefu (けふ) oukeu (けう).
  - Youjin (ようじん, précaution) devient yuujin (ゆうじん).
  - Isshou (いっしょう, ensemble) devient isshuu (いっしゅう).
- Le long au dérive en au:
  - Amaku (あまく, sucré) devient amau (あまう) ou amou (あもう).
  - Isshou (いっしょう, pour la vie) devient isshau (いっしゃう).

### Consonnes
Contrairement aux autres dialectes de Kyushu, le dialecte de Nagasaki ne fait pas la différence entre les yotsugana (ji (じ) et zi (ぢ) ainsi que zu (ず) et dzu (づ)). Les consonnes ga (が), gi (ぎ), gu (ぐ), ge (げ) et go (ご) perdent leur voyelle devenant simplement g / [g]. Il reste cependant quelques sons du dialecte que l'on ne retrouve pas dans le japonais standard, principalement employés pas les locuteurs les plus âgés, on retrouve notamment she (しぇ) et je (じぇ) plus communément prononcés se (せ) et ze (ぜ) par les locuteurs les plus jeunes. C'est le cas également de certaines consonnes labiales vélaires qui n'éxistent pas non plus dans la japonais traditionnel comme kwa (くゎ) et gwa (ぐゎ),,,.
De plus les sons commençant par r comme ra (ら), ri (り), ru (る), re (れ), ro (ろ) peuvent subir de l'élision.

### Len(ん ) nasal et l'insertion du géminé consonanttsu(っ)
Dans le dialecte de Nagasaki, les verbes se terminant par -ru peuvent voir leur -ru remplacé par un っ (petit tsu). Par exemple le verbe kuru (来る,venir) devient ku- (来っ) et kangaeru (考える penser) devient kangayu- (考ゆっ). De même les adjectifs en i et en na peuvent également recevoir des traitements similaires comme  takaka (高か grand) devenant takka (たっか).
Les mots commençant par les consonnes n (na, ni, nu, ne, no, な, に, ぬ, ね, の) et m (ma, mi, mu, me, mo, ま, み, む, め, も) changent souvent pour un n (ん) nasal : inu (いぬ chien) devient in (いん) et tsumetai (つめたい froid) devient tsuntaka (つんたか).

### Phonologie du sous-dialecte de Shimabara
Le sous-dialecte de Shimabara possède de nombreuses différences phonologiques notables par rapport au dialecte de Nagasaki. Certains sons voisés (za (ざ), ze (ぜ), zo (ぞ) se prononcent avec d / [d] à la place ce qui devient da (だ), de (で) and do (ど),. De plus ri (り) et ryo (りょ) peuvent être prononcés zi (ぢ) et dzo (ぢょ) respectivement. Par ailleurs le son i / [i] peut être remplacé par u / [u] ainsi tori (とり oiseau) devient toru (とる) et awabi (あわび ormeau) devient awabu (あわぶ).

## Hauteur d'accent
Les dialectes du centre et du sud du groupe des dialectes de Nagasaki possèdent un "deuxième type" (nikei (二型) d'accentuation par rapport à l'accentuation standard de la région du sud-est de l'île de Kyushu, ce deuxième type est partagé avec les dialectes de la préfecture de Kagoshima et l'ouest de la préfecture de Kumamoto. On notera que la hauteur des accents varie en fonction du type de nom employé et également en fonction des particules utilisées,.
Enfin dans les régions proches de la préfecture de Saga et autour de la ville de Shimabara les règles d'accentuation peuvent présenter des différences. De plus, les sous-dialectes du nord ne présentent pas de différences dans la hauteur d'accentuation.

## Grammaire

### Verbes
La flexion linguistique des verbes diffère de manière considérable dans les dialectes de Nagasaki comparé au japonais standard.
Conjugaison du verbe ukeru (受ける, revevoir)
| Forme                         | Japonais Standard                 | Dialecte de Nagasaki |
| ----------------------------- | --------------------------------- | -------------------- |
| "Infinitif" (du Dictionnaire) | Ukeru (受ける recevoir)           | Ukuru (受くる)       |
| Négative                      | Ukenai (受けない ne pas recevoir) | Uken (受けん)        |
| -masu                         | Uke- (受け-)                      | Uke- (受け-)         |
| Conditionnelle                | Ukereba (受ければ si je reçois)   | Ukureba (受くれば)   |
| Impérative                    | Ukero (受けろreçois)              | Ukero (受けろ)       |

Traditionnellement la forme conjecturale ou forme volitive et persuasive
(shiyou (しよう)) se conjugue avec un u palatisé pour les verbe ichi dan. Par exemple okiru (起きる se réveiller) se conjugue en okyuu (起きゅう). De même pour certains anciens verbes ni dan comme deru (出る sortir) sont palatalisés (dans ce cas : juu (じゅう) or zuu (ずう) à la place de deyou (出よう).
Une nouvelle méthode de conjugaison plus récente a également émergée avec laquelle les verbes ichi dan et les anciens ni dan se conjuguent comme des verbes go dan.
La forme en -te (-て) et la forme passée de certains verbes présente une certaine euphonie dans le dialecte de Nagasaki, ceci concerne notamment les verbes se terminant par -u (-う), -bu (-ぶ), -mu (-む), et -su (-す).
Exemples :
- kau (買う acheter)
  - Katta (買った) est prononcé kauta (買うた) ou kouta (こうた)
- yomu (読む lire)
  - Yonda (読んだ) se dit youda (読うだ) ou yuuda (ゆうだ)
- dasu (出す sortir)
  - Dashita (出した) se dit daita (出いた) ou jyaata (じゃあた)

Un rapport de 1998 signale que les modifications euphoniques, en particuliers pour les sons mu, bu et mu disparait de plus en plus dans le vocabulaire des jeunes locuteurs, qui conjuguent les verbes à la manière du japonais standard.
Dans le discours poli, le dialecte de Nagasaki utilise l'auxiliaire masu (-ます) de manière liée, bien qu'il utilise des consonnes géminées (insertion de petit tsu). Par exemple shirimasen (知りません Je ne sais pas (poli)) peut se dire shirimassen (知りまっせん). De même que dans le japonais standard, le dialecte de Nagasaki contracte les verbes au conditionnel ; comme avec kakeba (書けば j'écrirais) pouvant aussi être prononcé kakya (書きゃ) et sureba (すれば je ferais) peut aussi se dire surya (すりゃ).

### Adjectifs
Comme dans les autres dialectes de Hichiku, le dialecte de Nagasaki possède plusieurs différences notables au niveau des adjectifs en -i par rapport au japonais standard.
Lorsque les adjectifs sont conjugués au présent le -i est remplacé par ka (か),. Par exemple akai (赤い rouge) devient akaka (赤か) et shiroi (白い blanc) devient shiroka (白か).
De plus le connecteur ku (く) est contracté en u (う), ce qui donne la conjugaison suivante yokunai (良くない mauvais) devenant younaka (良うなか) et la forme kute (くて) change pour shite (して) donc au lieu de yokute (良くて bien et …) on dit youshite (良うして).
Contrairement au japonais stadard qui ajoute simplement darou (だろう) à la fin de l'adjectif pour indiquer une probabilité, dans le dialecte de Nagasaki on ajoute rou (ろう) afin de former yokarou (良かろうc'est bien n'est-ce pas ?) ou shirokarou (白かろうJe me demande si c'est blanc). Il est également possible d'ajouter jarou (じゃろう), un équivalent de darou qui peut être directement ajouté à la fin de l'adjectif comme avec yokajarou (良かじゃろう) ou shirokajarou (白じゃろう).
Pour la conjugaison des adjectifs au conditionnel à la forme kereba (ければ), on utilise la construction kareba (かれば) dans le dialecte de Nagasaki qui peut être contracté en karya (-かりゃ). Par exemple on a yokareba (良かれば) et yokarya (良かりゃ).
Pour exprimer une hypothèse à propos de l'état de quelque chose on utilise on utilise garu (がる il semble) en japonais standard qui devient sshasuru (しゃする) dans le dialecte de Nagasaki. Par exemple ureshigaru (嬉しがる elle semble heureuse) devient uresshasuru (嬉っしゃする).
Enfin sa (さ) peut être ajouté aux adjectifs en i afin d'exprimer l'exclamation comme avec umasaa! (美味さあ! c'est tellement bon !).
Comme les adjectifs en i les adjectifs en na ont souvent ka (か) à la forme neutre à la place de da (だ) comme avec genki da (元気だ, je vais bien) qui devient genki ka (元気か). Quelques adjectifs en na peuvent se voir rajouter na en plus de ka, ce qui donne hen naka (変なか c'est étrange) équivalent de hen da (変だ).

### Auxiliaires liés

#### Copule et forme négative
Le dialecte de Nagasaki utilise des copules, ja (じゃ) et ya (や). Néanmoins ces copules n’apparaissent que rarement sous cette forme en pratique, mais sous leurs formes conjuguées. Par exemple cela donne respectivement au passé jatta (じゃった) et yatta (やった) ou jarou (じゃろう) et yarou (やろう) à la forme hypothétique. On note qu'il y a des disparités dans l'utilisation de ja et ya entre les locuteurs les plus jeunes préférant yatta et yarou tandis que les plus âgés auront tendance à utiliser  jatta et jarou. En revanche les phrases se terminant par les particules bai (ばい) et tai (たい) sont souvent utilisées comme phrases déclaratives .
Pour la forme négative au présent la terminaison -n (-ん) est utilisée. Par exemple  ikanai (行かない, je n'y vais pas) devient ikan (行かん). Certains verbe ichi dan peuvent êtres conjugués à la manière des verbes go dan  de sorte que okinai (起きない ne te lève pas) ne se conjugue pas comme okin (起きん) mais comme okiran (起きらん).
La forme négative passée se construit à l'aide de la forme négative présent suivit des terminaisons -njatta (-んじゃった) ou -nyatta (-んやった) ; illustré par ikanakatta (行かなかった je n'y suis pas allé) dans le japonais traditionnel devenant ikanjatta (行かんじゃった) ou ikanyatta (行かんやった) dans le dialecte de Nagasaki.
Dans les régions de Hirado et de Kitamatsu la forme négative passée se construit directement en ajoutant les terminaisons-njatta (-じゃった) ou -nyatta (-やった), c'est-à-dire sans la terminaison n (-ん) : ikajatta (行かじゃった).

#### Action continue et action accomplie
Comme dans les autres dialectes de Kyushu, le dialecte de Nagasaki fait la distinction entre une action continue et une action accomplie. Généralement on utilise -yoru (-よる) pour exprimer une action continue tandis que -toru (-とる) est utilisée pour exprimer une action accomplie,. Cependant dans certaines régions dans lesquelles sont parlées le dialecte, -choru (-ちょる) peut être utilisé à la place de -toru.
Auxiliaires utilisés pour les verbes go dan, ici furu (降る, pleuvoir).
| Action                  | Dialecte de Nagasaki                                                          | Japonais standard     |
| Continue (" Il pleut ") | - Furiyoru (降りよる) - Furioru (降りおる) (sous-dialecte Isahaya uniquement) | Futteiru (降っている) |
| Accompli ("Il a plu")   | - Futtoru (降っとる) - Fucchoru (降っちょる) (Certaines régions uniquement)   | Futteiru (降っている) |

#### Conjectures et ouï-dire
En plus de jarou et yarou, les verbes et les adjectifs en i ont une forme différente afin d'exprimer une hypothèse.
Pour les adjectifs en i on utilise la terminaison -rou (-ろう) comme dans nakarou (無かろう), nai darou (無いだろう) en japonais traditionnel. Pour les verbes, la terminaison -u (-う) est souvent suivie de dai (だい), hareru darou (晴れるだろうce sera sûrement ensoleillé) donnant haryuu dai (晴りゅうだい). Autour de la ville de Nagasaki dai n'est pas ajouté ce qui donne ici, haryuu (晴りゅう). Lorsque l'on veut exprimer une conjecture au sujet de l'état de quelque chose (you da (ようだ)) les auxiliaires liés dans le dialecte de Nagaski sont goto (ごと), gotoaru (ごとある) et gotaru (ごたる),. Pour exprimer quelque chose qu'on nous a raconté sou (そう) en japonais traditionnel, l'auxiliaire lié est ashika (らしか) et la particule gena (げな).

#### Potentiel
Le dialecte de Nagasaki fait la différences entre une aptitude potentielle , nouryoku kanou (能力可能) et une situation potentielle joukyou kanou (状況可能). Une capacité potentielle traite d'une personne ou de quelque chose capable d'agir ou non du fait d'une compétence propre. Par exemple un enfant ne pouvant pas faire du vélo car trop petit en taille. Contrairement à la situation potentielle qui ajoute une condition extérieure pour réaliser l'action : une personne ne peut manger un poisson car il a pourrit.
Pour la capacité potentielle les auxiliaires liés à la forme en -masu sont -kiru (-きる) et yuru (-ゆる) pour les verbes go dan et certains ni dan. Aux alentours de Kyushu c'est -yuru (ゆる) qui est très largement répandu, -kiru　(きる) est quant à lui utilisé uniquement à Nagasaki et dans la Préfecture de Saga.
Pour une situation potentielle, les auxiliaires liés à la forme -nai de certains verbes Nidan sont -ruru (-るる) et -raruru (-らるる). De plus on retrouve dans la ville de Nagasaki la terminaison -dasan (-ださん) attachée à la forme -masu de certains verbes qui exprime l'incapacité,.
- Capacité Potentielle:
  - Mada chiisai node jitensha ni norenai (まだ小さいので自転車に乗れない, Je ne peux pas faire de vélo car je suis trop petit (taille))

→ Mada komoushite jitensha ni norikiran (まだこもうして自転車に乗りきらん).
- Situation potentielle
  - Kono gohan wa kusatteiru kara taberarenai yo (このご飯は腐っているから食べられないよ, Je ne peux pas manger cela étant donné que ça a pourrit).

→ Kon mesha nemattokken kuwarenbai (こんめしゃねまっとっけんくわれんばい).
- Incapacité (Seulement dans la ville de Nagasaki):
  - Machi e ikou to omotteita ga, isogashikute ikenakatta (町へ行こうと思っていたが、忙しくて行けなかった, Je pensais venir en ville mais j'étais trop occupé donc je n'ai pas pu).

→ Machi san ikouchi omoutotta batten isogashuushite ikidasanjatta (町さん行こうち思うとったばってん忙しゅうして行きださんじゃった)

#### Discours poli
Le dialecte de Nagasaki utilise différents auxiliaires pour exprimer la politesse dans un discours, avec des différences entre les régions. Dans la ville de Nagasaki ce sont -naru (-なる) et -nasaru (-なさる) qui suivent la forme -masu. -su (-す) et -ru (-る) suivent la forme -nai des verbes Go dan (ainsi que le verbe irrégulier suru (する)). Tandis que -rasu (-らす) et -raru (-らる) sont utilisés pour les autres types de verbes,. La ville de Oomura ainsi que sa région utilisent l'auxiliaire -nasu (-なす) faisant partie du dialecte de Kumamoto, également avec deux autres auxiliaires, -sharu (-しゃる) et -nsharu (-んしゃる), provenant du sous-dialecte d'Isahaya,,.

## Particules

### Particules contraignantes et différents cas
Le dialecte de Nagasaki possède une grande quantité de particules partagées en partie avec les autres dialectes de Hichiku mais qu'on ne retrouve pas dans le japonais standard.
La particule ga (が) est remplacée par no (の) ou n (ん). to (と) est utilisée dans le discours explicatif et no (の) sert dans les phrases interrogatives légères ou sous-entendues, (exemple : n'est-ce pas ?). De plus la particule wo (を) est remplacée par ba (ば),. Par ailleurs, il existe beaucoup de particules permettant d'indiquer une direction ni (に), san (さん), shan (しゃん) et same (さめ). On précise que ni peut être abrégé en i qui fusionne souvent avec le mot précédent,.
Afin de décrire un objectif ou une action on utilise surutame (...するため, dans l'objectif de...) accompagné de la particule gya(a) (ぎゃ(あ)). La particule kara (から), à ne pas confondre avec kara (から par ce que) est utilisée pour exprimer la manière de faire quelque chose, ce qui dans le japonais traditionnel est exprimé avec de (で).
La particule adverbiale wa (は) utilisée pour exprimer un nouveau sujet est remplacée par na (な) lorsqu'elle suit le son n (ん). Par exemple hon wa (本は, ce livre est…) devient hon’na (本な).
Exemples
- Sensei ga irasshatta (先生がいらっしゃった, le professeur était là) → Sensei no korashita (先生のこらした)[42].
- Hana no kirei na no wo katte kita yo (花のきれいなの買ってきたよ, J'ai acheté de belles fleurs) → Hanan kireka to ba koute kita bai (花んきれかとばこうてきたばい)[42].
- Kore wa dare no? (これは誰の?, A qui est-ce ?) → Koi dai n to? (こいだいんと?)
- Gakkou ni (学校に à l'école) → Gakkei (がっけい)
- Mi ni iku (見に行く vas-y et tu verra) → Mi gya iku (見ぎゃ行く)
- Basu de iku (バスで行く vas-y en bus) → Basu kara iku (バスから行く)

### Particules de conjonctions
Partout dans la région où est parlé le dialecte de Nagasaki, afin d'exprimer la cause on n'utilise pas la particule kara (から) ; elle est remplacée par ken (けん) ou kee (けぇ). Les particules kenka (けんか) et kenga (けんが) peuvent également utilisées afin d'insister ou d'ajouter de l'emphase au propos. Dans les sous-dialectes du nord, dans celui de Shimabara ainsi que sur la côte de la région où est parlé le dialecte de Sonogi les particules sen (せん) et shen (しぇん) sont aussi utilisées,. De plus les expressions  sori ken (そりけん) et soi ken (そいけん) sont utilisées à la manière de  sou da kara (そうだから) en japonais traditionnel.
Dans le dialecte de Nagasaki la particule keredomo (けれども) qui permet d'exprimer une contradiction ou d'opposer deux idées possède plusieurs équivalents en fonction de la région. Les plus communes sont batten (ばってん), batte(e) (ばって(え)) ainsi que battenka (ばってんか) qui insiste plus. Dans les villes de Isahaya et dans le nord de la région des dialectes de Shimabara les particules don (どん) et jon (じょん) sont également utilisées,. Enfin les tournures sojjon (そっじょん), soru batten (そるばってん), soi batten (そいばってん) et sogan batten (そがんばってん) sont équivalentes à soudakedo (そうだけど ça pourrait être vrai, mais...).
Il existe une grande variété de particules pour exprimer une cause à effet. Dans le dialecte de Nagasaki les usages varient en fonction des régions.
Exemples :
- Gi (ぎ), gin (ぎん) et ginta (ぎんた) utilisées autour de Sasebo[45],[49]
- Ginya (ぎんにゃ) utilisé dans l'est de la région du sous-dialecte de Sonogi[40].
- Gitto (ぎっと) utilisé dans le sous-dialecte d' Isahayact[13],[45]
- Gira (ぎら) utilisé dans le nord de la péninsule de Shimabara[12].
- Girya (ぎりゃ) utilisé dans le sud de la péninsule de Shimabara[12].

Dans la région de Sonogi, les particules aiba (あいば) et naiba (ないば) sont généralement utilisées à la manière de sore nara (それなら si c'est le cas).
Pour les hypothèses contradictoires -temo (-ても) est remplacé par ten (てん) ou taccha (たっちゃ).

### Phrases se terminant par des particules d'interjection
Les particules bai et tai sont utilisées à la places des copules jya et ya, intervenant directement après les noms. Bai (ばい) est souvent utilisé pour  expliquer et affirmer l'avis subjectif de quelqu'un tandis que tai est utilisé pour exprimer son propre avis, supposé évident, objectifs et traitant de situations et faits vrais. Il existe plusieurs variantes de bai et tai comme bana (ばな), ban (ばん), baita (ばいた) ainsi que tan (たん).
Les particules i (い) et de(e) (で(ぇ)) sont utilisées à la place de yo (よ) afin d'exprimer une proposition ou une envie de manière insistante, ikou yo (行こうよ allons-y) devient ikou i (行こうい) et yameyou yo (やめようよ arrêtons-nous là) devient yamyuu de (やみゅうで).
De même que dans le japonais standard, dans le dialecte de Nagasaki les particules na (な), no (の), ne (ね) sont souvent utilisées en fin de phrase. C'est aussi le cas de la particule d'interjection sa (さ), ainsi que he (へ) et tohe (とへ), ces deux dernières principalement utilisées par les femmes,.
Dans l'est de la région du sous-dialecte de Sonogi, les phrases se terminant par le particules zan (ざん) ont la même valeur que les phrases se terminant par zo (ぞ), yo (よ) et ne (ね). Dans la région de la baie ouest de Sonogi ainsi que dans la région de Kitamatsu, zai (ざい) prend également la même signification,.
Par ailleurs, particule nai (ない) est souvent utilisée pour insister sur le caractère affirmatif d'une réponse dans les sous-dialectes du nord. Les locutrices de la ville de Nagasaki utilisent également haisaa (はいさぁ).
Il existe plusieurs variantes de la particule interrogative ka (か) en fonction des régions. Dans la région d'Isahaya, c'est kan (かん) qui est souvent utilisée, tandis que kanashi (かなし) et kanaashi (かなぁし) font partie du discours du nord de Shimabara et kanai (かない) du sud de Shimabara,.
La région d'Isahaya utilisent notamment des particules variant en fonction du degré de politesse, comme nata(a) (なた(ぁ)) ou nomai (のもい). On précise que Nata et nataa sont des évolutions des phrases naa anata (なぁあなた) et naa omae (なぁお前) signifiant littéralement "hé, toi".